# Ljubljanska banka
Ljubljanska banka fue un banco con sede en Liubliana, Eslovenia que operaba en la extinta RFS de Yugoslavia. Su liquidación a principios de la década de 1990 provocó significantes daños en las relaciones entre Croacia y Eslovenia. En 1994, fue fundada Nova Ljubljanska banka con sus activos, aunque sin sus pasivos. Esto dejó a muchos de sus antiguos clientes sin dinero; los clientes eslovenos emprendieron demandas legales que terminaron en 1998, pero alrededor de 130.000 ahorradores en Croacia y 165.000 en Bosnia y Herzegovina permanecieron sin compensación.
En 2003 la Asamblea Parlamentaria del Consejo de Europa (APCE) fue interrogada para expresar una opinión sobre "el repago de depósitos en moneda extranjera realizado en oficinas de Ljubljanska banka fuera del territorio de Eslovenia, 1977-1991". Esto llevó a la elaboración de un informe del Comité Legal de la APCE en abril de 2004, que fue aceptado por la APCE después de un debate en junio de 2004. El autor del informe, el profesor E.C.M. Jurgens (Neth., Soc.) miembro del Comité Legal, menciona que el no repago de los depósitos en divisas ha causado graves daños a un gran número de ahorradores ordinarios. Sin embargo, las complicadas consecuencias de la sucesión de los Estados —después de la disolución de la antigua República Federal Socialista de Yugoslavia— en cuanto a las responsabilidades de los Estados sucesores, junto con las poco claras relaciones entre las oficinas regionales de LB en otras repúblicas de la federación con la sede central de LB en Liubliana, hacían difícil a la APCE emprender acciones legales contra alguna de las partes implicadas.